# ベルーシャ・グバ
座標: 北緯71度32分20秒 東経52度20分00秒 / 北緯71.53889度 東経52.33333度
ベルーシャ・グバ（ベルーシヤ・グバーまたはベルシヤ・グバとも、ロシア語: Белушья Губа、英語: Belushya Guba ビルーシヤ・グバー）は、ロシア連邦北西部のアルハンゲリスク州にある町である。日本では、ベルーシヤグバと訳されることがある。ベルーシャグバとも表記される。

## 概要
ノヴァヤゼムリャの南島の西海岸に位置し、バレンツ海に面している。2005年にベルーシャ・グバが町として誕生し、2006年現在の人口は2,630人で、増加傾向にある。ノヴァヤゼムリャでは圧倒的に多くの人口を持っており、同地域の経済、政治の中心地となっている。交通では、ロガチェイェヴォと道路で結ばれている。南島の中部近くに位置するため、北極海航路の中継地とはなっていない。なお、核施設に関係する政治的な理由により、渡航には特別な許可がいる。

## ホッキョクグマの町
地球温暖化の影響によって北極海の海氷が解けやすくなる等の影響により、ホッキョクグマが陸上部で活動する時間は増加傾向にある。ベルーシャ・グバの市街地でもホッキョクグマが出没するようになり、住民の脅威となっている。2019年2月には数十頭のクマが住居や公共施設に立ち入るようになったことから、非常事態宣言が発令された。軍の駐屯地でも施設内にクマが住み着くようになったとして、建物数百棟の取り壊しを行っている。